# Giovanna Capelli
Giovanna Capelli (Milano, 26 giugno 1945) è una politica italiana.

## Biografia
Laureata in lettere classiche, è stata prima docente e poi, dal 1981 fino alla pensione, dirigente scolastica nella scuola di base. Si è impegnata nella lotta per la difesa della scuola pubblica, per una didattica attenta ai diritti dei bambini e delle bambine e una pratica di lavoro docente cooperativo, luogo privilegiato di ricerca pedagogica e di competenza relazionale.
Attiva nel Movimento Studentesco della Università Cattolica del Sacro Cuore dal 1968, ha attraversato la storia del movimento delle donne milanesi a partire dalla sfida dell'intreccio fra femminismo e marxismo (nel Movimento Lavoratori per il Socialismo, nel Partito di Unità Proletaria per il Comunismo e nel Partito Comunista Italiano). Nel 1991 fonda con altre compagne a Milano la sezione di donne del PCI "Teresa Noce".
In Rifondazione Comunista dal 1992, è in relazione con le altre donne che nel partito sperimentano spazi e pratiche di autonomia di genere, dando vita alla esperienza del "Forum delle donne" del PRC.
Dagli anni '80 è Consigliera comunale a Cologno Monzese, restando in carica fino al 2003, alle elezioni politiche del 2006 è stata eletta senatrice nella circoscrizione Lombardia con Rifondazione. A Palazzo Madama è membro della 7ª Commissione permanente (Istruzione pubblica, beni culturali).
Alle successive elezioni politiche del 2008 è stata ricandidata come seconda nella lista de La Sinistra l'Arcobaleno in Lombardia, ma non è risultata eletta in quanto la lista non è riuscita a superare la soglia di sbarramento dell'8% su base regionale.
Il 9 luglio 2012 viene eletta segretaria regionale di Rifondazione Comunista in Lombardia, ricopre tale incarico fino al 2014. In occasione delle elezioni politiche del 2013 è candidata al Senato con Rivoluzione Civile, non viene eletta a causa del mancato raggiungimento della soglia di sbarramento. Dopo aver ricoperto l'incarico di Responsabile Istruzione all'interno della segreteria nazionale del PRC, nel 2017 è nominata Responsabile Sanità nella segreteria regionale lombarda. 
Alle elezioni politiche del 2018 è candidata alla Camera nella lista Potere al Popolo! che non raggiunge la soglia di sbarramento fissata al 3% e dunque non è eletta.
Nel 2023 è candidata da Unione Popolare alle elezioni politiche suppletive per il Collegio Lombardia - 06, rimasto vacante a seguito della morte di Silvio Berlusconi, ottiene l'1,73% e non risulta eletta.

## Opere
- Passare con il semaforo rosso, quasi un romanzo, Mimesis, 2023.